# 퓨젓사운드만

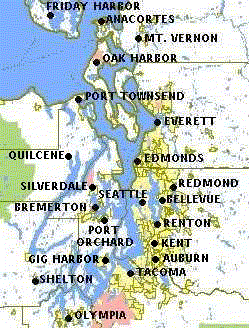
퓨젓사운드의 위치

퓨젓사운드만(영어: Puget Sound, IPA: [ˈpjuːʤᵻt])은 미국 서북부 워싱턴주 서부에 있는 만(灣)이다.
태평양에서 캐나다와 접하는 환드퓨카 해협에서 남쪽으로 160km 길이로 깊숙이 뻗어 있다. 과거 빙하의 영향을 받아 해안선이 매우 복잡하며, 많은 섬과 반도가 있다. 섬의 동안에 워싱턴주 최대의 도시 시애틀이 있으며, 이 곳을 중심으로 워싱턴주 인구의 절반이 모여 있다. 시애틀 외에 주도 올림피아도 이 만의 남안에 위치하는 등 이 만 주변은 워싱턴 주의 핵심적인 지역이다. 시애틀, 터코마를 비롯한 항구가 잘 발달되어 있으며, 알래스카 및 아시아 지역과 연결되는 해상 교통의 중심지이다. 주변 경치가 아름다워 관광지로도 유명하다. 명칭은 18세기 후반 이 곳을 탐험한 조지 밴쿠버의 탐험대의 대원이던 피터 퓨젓의 이름을 딴 것이다.